# 渚駅 (岐阜県)

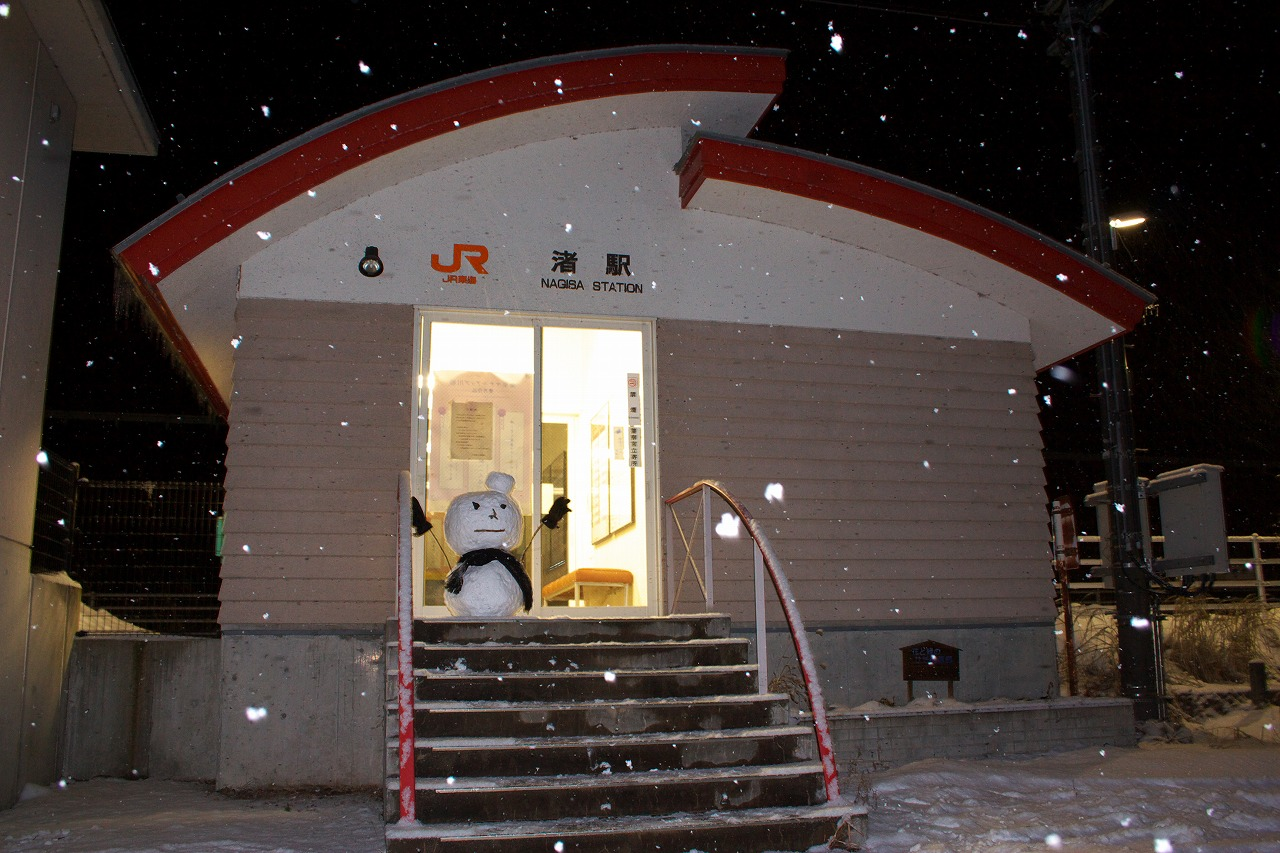
冬の渚駅（2009年1月）

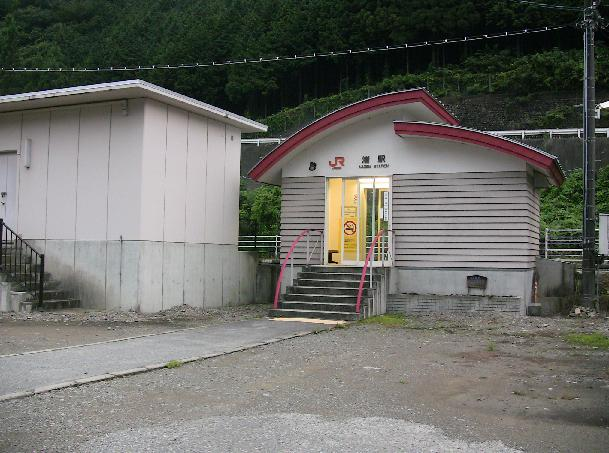
夏の渚駅（2009年8月）

渚駅（なぎさえき）は、岐阜県高山市久々野町渚にある、東海旅客鉄道（JR東海）高山本線の駅である。

## 歴史
- 1934年（昭和9年）10月25日：国鉄高山本線・飛騨小坂 - 高山 - 坂上間の開通時に開業[1]。一般駅[2]。
- 1963年（昭和38年）4月1日：貨物の取扱いを廃止[2]。
- 1969年（昭和44年）1月1日：荷物の取扱いを廃止[1][3]。それと同時に無人駅となる[4]。
- 1987年（昭和62年）4月1日：国鉄分割民営化に伴い、東海旅客鉄道（JR東海）の駅となる[2]。
- 1998年（平成10年）2月：簡易駅舎に改築[1]。
- 2023年（令和5年）3月18日：ダイヤ改正に伴い、一部普通列車当駅の通過が無くなる。

## 駅構造

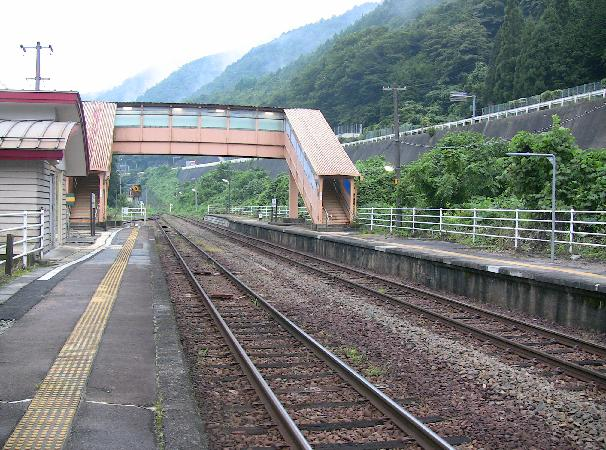
ホームから跨線橋を望む

相対式ホーム2面2線を有する地上駅である。南側のホームは上り列車（下呂方面行き）が停車する1番線、北側のホームは下り列車（高山方面行き）が停車する2番線となっている。1番線は下り列車の発着も可能な構造になっており、実際に令和2年7月豪雨の影響により当駅折返し運転が行われた。
1番線側に簡易駅舎が存在する。ホームの西端に、2つのホームを結ぶ跨線橋が設置されている。トイレは設置されていない。高山駅管理の無人駅である。

### のりば
| 番線 | 路線        | 方向 | 行先           |
| ---- | ----------- | ---- | -------------- |
| 1    | CG 高山本線 | 上り | 下呂・岐阜方面 |
| 2    | CG 高山本線 | 下り | 高山・富山方面 |

## 利用状況
2019年度の1日平均乗車人員は3人である。
| 年度   | 1日平均 乗車人員 |
| ------ | ---------------- |
| 2007年 | 7                |
| 2008年 | 5                |
| 2009年 | 4                |
| 2010年 | 4                |
| 2011年 | 5                |
| 2012年 | 4                |
| 2013年 | 8                |
| 2014年 | 5                |
| 2015年 | 6                |
| 2016年 | 3                |
| 2017年 | 4                |
| 2018年 | 1                |
| 2019年 | 3                |

## 駅周辺
名称の由来となった「渚」集落は当駅より岐阜方に500mほど進んだところにある。当駅前には約10軒の建物があるのみとなっている。また、駅前から飛騨川を渡った向かいにある集落は「片籠」といい、4月頃にはその名称の由来となったカタクリの花が咲く。
高山方に約400m進んだ国道41号上には濃飛乗合自動車（高山 - 下呂線）の渚駅口バス停留所がある。
- 女男の滝（岐阜県の名水五十選認定。子宝の水といわれる）
- 道の駅飛騨街道なぎさ - 高山方

## 隣の駅
東海旅客鉄道（JR東海）
CG 高山本線
飛騨小坂駅 - 渚駅 - 久々野駅